# MUB48
MUB48為曾计划成立的印度孟買為活動據點的女子偶像團體，同時也是日本偶像團體AKB48的海外姐妹團。

## 簡介
團體名稱中「MUB」以所在地孟買（MUmBai）命名，代表色「绿色」與「白色」靈感來自印度國旗的顏色，绿色代表繁荣、信心与人类的生产力，白色代表真理與和平。
在2017年底，曾发表将在孟买成立“MUM48”的消息，但AKB48的运营公司AKS最终于2018年11月与原合作伙伴「RASHIMI RAJ MEDIA PRIVATE LIMITED」解约，计划取消。

## 歷史

### 2019年
- 6月19日，於印度新德里舉辦新公司「YKBK48 Entertainment Private Limited」成立記者會，宣布「DEL48」及「MUB48」正式成立[5]。新經紀公司「YKBK 48 Entertainment Private Limited」由AKS與印度3x3國際職業籃球聯盟「3BL」的營運單位YKBK ENTERPRISE PRIVATE LIMITED合資成立[6]。

### 2022年
- 7月13日，YKBK48於官網發佈相關聲明[7]：因受2019冠狀病毒病疫情影響，DEL48及MUB48兩團結束營運[8]。

## 外部連結
- 官方网站（英文）